# Сефид Хук
Сефид Хук (Сафедкох, Ферезкох) е планински хребет в Северен Афганистан, съставна част на планинската система Паропамиз, която е северна ограда на обширната Иранска планинска земя. Простира се от запад на изток на протежение около 350 km и височина до 3642 m, на значително протежение между долините на реките  Херируд (Теджен) на юг Мургаб на север. На запад долината на река Херируд го отделя от Туркмено-Хорасанските планини, а на изток висока седловина – от хребета Хисар (най-високата част на Паропамиз). Изграден е предимно от варовици и е силно разчленен от многочислени дефилета, по които текат десните притоци на Херируд и левите (Джаванд, Гулчиндаря, Кушка и др.) на Мургаб. Склоновете му са заети от планински полупустини и редки горички от арча (планинска хвойна) и шамфъстък.